# Ciemniejsza strona Greya
Ciemniejsza strona Greya (ang. Fifty Shades Darker) – kontynuacja powieści erotycznej, pt. Pięćdziesiąt twarzy Greya, autorstwa E.L. James.
Ciemniejsza strona Greya to kolejna część zawikłanego romansu i rodzącej się miłości, pomiędzy Anastasią Steele a biznesmenem Christianem Greyem. Akcja powieści toczy się w Seattle.
W Polsce druga część bestselleru, ukazała się w 2012 roku. Wydana została przez Wydawnictwo Sonia Draga.

## Fabuła
Bolesne rozstanie sprawiło, że kochankowie zdali sobie sprawę z tego, że nie potrafią bez siebie żyć. Christian proponuje dziewczynie zwykły układ, bez stosunków sadomasochistycznych, Ana nie potrafi i nie chce mu odmówić. Mężczyzna walczy sam ze sobą, z potrzebą kontrolowania ukochanej na każdym kroku. Dziewczyna uczy się życia w luksusie. Jednak sielankę burzy była dziewczyna biznesmena i inne liczne problemy, które pojawiają się na drodze ich szczęścia.